# Jackson Rivera
Jackson Rivera (Aguadilla, 19 agosto 1987) è un pallavolista portoricano, schiacciatore dei Caribes de San Sebastián.

## Carriera

### Club
La carriera di Jackson Rivera inizia nella stagione 2005, quando debutta nella Liga de Voleibol Superior Masculino coi Caribes de San Sebastián, con cui raggiunge immediatamente la finale scudetto e resta a giocare anche nella stagione seguente. Nel campionato 2007 approda agli Indios de Mayagüez, dove resta per due annate, prima di disputare la stagione 2009-10 coi Patriotas de Lares e ritornare ai Caribes de San Sebastián nel campionato 2010.
Nella stagione 2011-12 approda alla neonata franchigia dei Cariduros de Fajardo, vincendo il primo scudetto della sua carriera, per poi approdare nella stagione seguente ai Mets de Guaynabo, raggiungendo nuovamente le finali scudetto; al termine degli impegni in Porto Rico, si reca in Bahrein, dove difende i colori dell'Al-Nasr. Fa ritorno ai Mets de Guaynabo nel campionato 2013-14, nel quale vince il suo secondo scudetto, per poi tornare ad indossare la maglia dei Patriotas de Lares nel campionato seguente.
Nel marzo 2015 firma con la Impavida Ortona, club col quale partecipa alla seconda parte di stagione della Serie A2 italiana. Nel campionato 2015 ritorna a difendere i colori degli Indios de Mayagüez. Dopo la cancellazione della LVSM 2017, fa un'altra esperienza di due annate in Bahrein con l'Al-Muharraq, rientrando a Porto Rico per la LVSM 2018, nella quale difende i colori dei Gigantes de Adjuntas.
Per la Liga de Voleibol Superior Masculino 2019 torna a vestire la maglia dei Caribes de San Sebastián, che lascia durante l'annata trasferendosi ai Changos de Naranjito: dopo la cancellazione del campionato portoricano del 2020, torna in campo nella stagione 2021, sempre con la franchigia di Naranjito, aggiudicandosi lo scudetto e venendo premiato come MVP della finale, mentre nell'annata seguente viene inserito nello All-Star Team del torneo.
Dopo tre annate disputate con la franchigia di Naranjito, per la Liga de Voleibol Superior Masculino 2023 si trasferisce ai Cafeteros de Yauco, mentre nell'edizione seguente del torneo torna a indossare la casacca dei Caribes de San Sebastián, aggiudicandosi lo scudetto.

### Nazionale
Nel 2014 fa il suo esordio nella nazionale portoricana, vincendo la medaglia d'argento ai XXII Giochi centramericani e caraibici. Successivamente conquista la medaglia di bronzo al campionato nordamericano 2015.

## Palmarès

### Club
- Campionato portoricano: 4

2011-12, 2013-14, 2021, 2024

### Nazionale (competizioni minori)
- Giochi centramericani e caraibici 2014

### Premi individuali
- 2007 - Liga de Voleibol Superior Masculino: Rising star
- 2015 - Liga de Voleibol Superior Masculino: All-Star Team
- 2021 - Liga de Voleibol Superior Masculino: MVP della finale
- 2022 - Liga de Voleibol Superior Masculino: All-Star Team